# Norra Gertrudstjärnen
Norra Gertrudstjärnen är en sjö i Torsby kommun i Värmland och ingår i Göta älvs huvudavrinningsområde.